# The Works Tour
The Works Tour — концертний тур британського рок-гурту «Queen». Під час гастролей «Queen» взяли участь у фестивалі «Рок в Ріо» у 1985 році, концерт вийшов на VHS. Гурт випустив DVD з концерту в Токіо під назвою «We Are the Champions: Final Live in Japan», але назва концерту була невірною, тому, що гурт провів ще 2 концерти після Токіо в Нагої та Осаці.

## Сценографія
Дизайн сцени нагадував сцену з фільму «Метрополіс» Фріца Ланга з великими зубчастими колесами, що обертаються, на задньому плані сцени і яскраво освітленим міським пейзажем. Через попереднє пошкодження зв'язок в коліні, Фредді Мерк'юрі було непросто переміщатися складними декораціями з декількох рівнів і сходів. Зрештою, в Ганновері Мерк'юрі впав зі сходів під час виконання «Hammer to Fall». Він зміг виконати тільки «Bohemian Rhapsody», «We Will Rock You» і «We Are the Champions», що дещо скоротило концерт. Через травму Мерк'юрі Браян Мей зіграв кілька перших тактів «We Will Rock You» — йому не терпілося витягти Мерк'юрі з лікарні.

## Сет-лист
1. Machines (intro)
2. Tear It Up
3. Tie Your Mother Down
4. Under Pressure
5. Somebody to Love
6. Killer Queen
7. Seven Seas of Rhye
8. Keep Yourself Alive
9. Liar
10. Improvisation
11. It's a Hard Life
12. Dragon Attack
13. Now I'm Here
14. Is This the World We Created?
15. Love of My Life
16. Stone Cold Crazy
17. Great King Rat
18. Keyboard Solo
19. Guitar Solo
20. Brighton Rock
21. Radio Ga Ga
22. Another One Bites The Dust
23. Crazy Little Thing Called Love
24. Bohemian Rhapsody
25. Hammer To Fall 
Додатково
26. I Want To Break Free
27. Jailhouse Rock
28. We Will Rock You
29. We Are the Champions
30. God Save the Queen

Інші пісні
- Staying Power (приблизно половина концертів)
- Saturday Night's Alright For Fighting
- Sheer Heart Attack (замість Jailhouse Rock)
- Mustapha (вступ)
- Not Fade Away (частина, Лондон, 4 вересня 1984)
- '39 (частина, Лейден)
- A Day At The Races (закінчення) (тільки Дублін)
- Dead on Time (фрагмент під час вступу Keep Yourself Alive) (тільки Бірмінгем)
- Back Chat (тільки Берлін)

Сет-лист, Ганновер, Німеччина
1. Machines
2. Tear It Up
3. Tie Your Mother Down
4. Under Pressure
5. Somebody to Love
6. Killer Queen
7. Seven Seas of Rhye
8. Keep Yourself Alive
9. Liar
10. It's a Hard Life
11. Mustapha
12. Dragon Attack
13. Now I'm Here
14. Is This the World We Created?
15. Love of My Life
16. Stone Cold Crazy
17. Great King Rat
18. Keyboard solo
19. Guitar solo
20. Brighton Rock
21. Another One Bites the Dust
22. Hammer to Fall (Фредді падає, травмує ногу і скорочує концерт)
23. Bohemian Rhapsody 
Виступ на біс:
24. We Will Rock You
25. We Are The Champions
26. God Save the Queen

1. Machines
2. Tear It Up
3. Tie Your Mother Down
4. Under Pressure
5. Somebody to Love
6. Killer Queen
7. Seven Seas of Rhye
8. Keep Yourself Alive
9. Liar
10. It's a Hard Life
11. Dragon Attack
12. Now I'm Here
13. Is This the World We Created?
14. Love of My Life
15. Guitar solo
16. Brighton Rock finale
17. Another One Bites the Dust
18. Hammer to Fall
19. Crazy Little Thing Called Love
20. Bohemian Rhapsody
21. Radio Ga Ga 
Виступ на біс:
22. I Want to Break Free
23. Jailhouse Rock
Виступ на біс:
24. We Will Rock You
25. We Are the Champions
26. God Save the Queen

Інші пісні
- Whole Lotta Shakin' Going On
- Saturday Night's Alright For Fighting
- Mustapha
- Let Me Out (частина гітарного соло)
- My Fairy King (частина гітарного соло)
- March of the Black Queen] (частина імпровізації на піаніно)

## Дата виступів
| Дата             | Місто          | Країна            | Місце проведення                          |
| ---------------- | -------------- | ----------------- | ----------------------------------------- |
| Європа           |                |                   |                                           |
| 24 серпня 1984   | Брюссель       | Бельгія           | Forest National                           |
| 28 серпня 1984   | Дублін         | Ірландія          | RDS Simmonscourt                          |
| 29 серпня 1984   | Дублін         | Ірландія          | RDS Simmonscourt                          |
| 31 серпня 1984   | Бірмінгем      | Англія            | National Exhibition Centre                |
| 1 вересня 1984   | Бірмінгем      | Англія            | National Exhibition Centre                |
| 2 вересня 1984   | Бірмінгем      | Англія            | National Exhibition Centre                |
| 4 вересня 1984   | Лондон         | Англія            | Wembley Arena                             |
| 5 вересня 1984   | Лондон         | Англія            | Wembley Arena                             |
| 7 вересня 1984   | Лондон         | Англія            | Wembley Arena                             |
| 8 вересня 1984   | Лондон         | Англія            | Wembley Arena                             |
| 10 вересня 1984  | Дортмунд       | Західна Німеччина | Westfalenhalle                            |
| 12 вересня 1984  | Верона         | Італія            | Verona Arena                              |
| 14 вересня 1984  | Мілан          | Італія            | Palasport di San Siro                     |
| 15 вересня 1984  | Мілан          | Італія            | Palasport di San Siro                     |
| 16 вересня 1984  | Мюнхен         | Західна Німеччина | Olympiahalle                              |
| 18 вересня 1984  | Париж          | Франція           | Palais Omnisports de Paris-Bercy          |
| 19 вересня 1984  | Лейден         | Нідерланди        | Groenoordhallen                           |
| 20 вересня 1984  | Лейден         | Нідерланди        | Groenoordhallen                           |
| 21 вересня 1984  | Брюссель       | Бельгія           | Forest National                           |
| 22 вересня 1984  | Ганновер       | Західна Німеччина | Europahalle                               |
| 24 вересня 1984  | Берлін         | Західна Німеччина | Deutschlandhalle                          |
| 26 вересня 1984  | Франкфурт      | Західна Німеччина | Festhalle Frankfurt                       |
| 27 вересня 1984  | Штутгарт       | Західна Німеччина | Hanns-Martin-Schleyer-Halle               |
| 29 вересня 1984  | Відень         | Австрія           | Wiener Stadthalle                         |
| 30 вересня 1984  | Відень         | Австрія           | Wiener Stadthalle                         |
| Африка           |                |                   |                                           |
| 5 жовтня 1984    | Бопутатсвана   | Південна Африка   | Sun City Super Bowl                       |
| 6 жовтня 1984    | Бопутатсвана   | Південна Африка   | Sun City Super Bowl                       |
| 7 жовтня 1984    | Бопутатсвана   | Південна Африка   | Sun City Super Bowl                       |
| 9 жовтня 1984    | Бопутатсвана   | Південна Африка   | Sun City Super Bowl                       |
| 10 жовтня 1984   | Бопутатсвана   | Південна Африка   | Sun City Super Bowl                       |
| 12 жовтня 1984   | Бопутатсвана   | Південна Африка   | Sun City Super Bowl                       |
| 13 жовтня 1984   | Бопутатсвана   | Південна Африка   | Sun City Super Bowl                       |
| 14 жовтня 1984   | Бопутатсвана   | Південна Африка   | Sun City Super Bowl                       |
| 18 жовтня 1984   | Бопутатсвана   | Південна Африка   | Sun City Super Bowl                       |
| 19 жовтня 1984   | Бопутатсвана   | Південна Африка   | Sun City Super Bowl                       |
| 20 жовтня 1984   | Бопутатсвана   | Південна Африка   | Sun City Super Bowl                       |
| Південна Америка |                |                   |                                           |
| 12 січня 1985[A] | Ріо-де-Жанейро | Бразилія          | Cidade do Rock                            |
| 19 січня 1985[A] | Ріо-де-Жанейро | Бразилія          | Cidade do Rock                            |
| Океанія          |                |                   |                                           |
| 11 квітня 1985   | Хоукіс Бей     | Нова Зеландія     | Hawkes Bay Winery                         |
| 13 квітня 1985   | Окленд         | Нова Зеландія     | Mount Smart Stadium                       |
| 14 квітня 1985   | Крайстчерч     | Нова Зеландія     | Queen Elizabeth II Park                   |
| 16 квітня 1985   | Мельбурн       | Австралія         | Melbourne Sports and Entertainment Centre |
| 17 квітня 1985   | Мельбурн       | Австралія         | Melbourne Sports and Entertainment Centre |
| 19 квітня 1985   | Мельбурн       | Австралія         | Melbourne Sports and Entertainment Centre |
| 20 квітня 1985   | Мельбурн       | Австралія         | Melbourne Sports and Entertainment Centre |
| 25 квітня 1985   | Сідней         | Австралія         | Sydney Entertainment Centre               |
| 26 квітня 1985   | Сідней         | Австралія         | Sydney Entertainment Centre               |
| 28 квітня 1985   | Сідней         | Австралія         | Sydney Entertainment Centre               |
| 29 квітня 1985   | Сідней         | Австралія         | Sydney Entertainment Centre               |
| Азія             |                |                   |                                           |
| 8 травня 1985    | Токіо          | Японія            | Nippon Budokan                            |
| 9 травня 1985    | Токіо          | Японія            | Nippon Budokan                            |
| 11 травня 1985   | Токіо          | Японія            | Yoyogi National Gymnasium                 |
| 13 травня 1985   | Нагоя          | Японія            | Aichi Prefectural Gymnasium               |
| 15 травня 1985   | Осака          | Японія            | Osaka-jō Hall                             |

Фестивалі та інші різноманітні виступи
A Цей концерт був частиною Rock in Rio
Перенесені виступи
| 11 вересня 1984 | Westfallenhalle | Дортмунд | Перенесено на 10 вересня 1984 |

## Музиканти
- Фредді Мерк'юрі — головний вокал, піаніно, ритм-гітара (Crazy Little Thing Called Love)
- Браян Мей — електрогітара, акустична гітара, бек-вокал
- Роджер Тейлор — ударні, бек-вокал
- Джон Дікон — бас-гітара, бек-вокал

Додатковий музикант:
- Спайк Едні — клавішні, піаніно, бек-вокал, ритм-гітара (Hammer to Fall)

## Подробиці
- 7 жовтня в Сан-Сіті концерт закінчився рано після того, як Мерк'юрі втратив голос і пішов після третьої по списку пісні «Under Pressure».[1]
- Queen виступили загалом перед 600 тис. осіб на двох концертах музичного фестивалю «Рок у Ріо-де-Жанейро» (300 тис. за виступ).[2]
- У Ганновері після закінчення пісні «Hammer to Fall» Мерк'юрі впав і пошкодив ногу. Це можна побачити на обкладинці бутлега «Hannover is Dangerous». Мерк'юрі допомогла продовжити концерт граючи на фортепіано його асистентка, проте список пісень був скорочений, позаяк його боліла нога.